# 三桓氏
三桓氏（さんかんし）は、古代中国の魯の公族で、春秋時代・戦国時代の魯の第15代君主桓公の子孫の孟孫氏（仲孫氏）・叔孫氏・季孫氏の事を指す。

## 概要
魯の第15代桓公の子に生まれた3兄弟の慶父・叔牙・季友は後に嫡兄の第16代荘公の重臣となり、慶父から孟孫氏（仲孫氏）、叔牙から叔孫氏、季友から季孫氏にそれぞれ分かれて代々魯の実権を握る事となる。中でも特に権力を極めたのが季孫氏である。
第22代・襄公の子である第23代昭公が紀元前517年に季孫氏当主の季孫意如を攻めるが、逆に三桓氏の軍事力に屈し、国外追放された。また、第24代定公が就任してから8年目の紀元前502年に季孫氏の有力家臣であった陽虎が叔孫氏・孟孫氏（仲孫氏）の家臣を従えて、三桓氏の君主を追放する反乱を起こしたが陽虎は敗れ、国外追放された。
紀元前498年（定公12年）、季孫氏の宰であった子路は三桓の居城の破壊を命じたが、成功しなかった。
定公の次の哀公は三桓氏を除こうとして失敗し、魯から追放されて、越の地で死亡した。
その後、三桓氏は悼公を立てたが、もはや魯公の力はきわめて弱いものになっていた。

## 三桓世系

### 季孫氏
1. 季友（成季）
2. 季孫行父（季文子）
3. 季孫宿（季武子）
4. 季孫紇（季悼子）
5. 季孫意如（季平子）、映画「孔子」に出てくる。
6. 季孫斯（季桓子）
7. 季孫肥（季康子）
8. 季孫佗（季宣子）
9. 季孫莒（季懿子）
10. 季孫彊（季昭子）

### 叔孫氏
1. 叔牙（僖叔）
2. 公孫茲（叔孫戴伯）
3. 叔孫得臣（叔孫荘叔）
4. 叔孫僑如（叔孫宣伯）
5. 叔孫豹（叔孫穆子）
6. 叔孫婼（叔孫昭子）
7. 叔孫不敢（叔孫成子）
8. 叔孫州仇（叔孫武叔）
9. 叔孫舒（叔孫文子）

### 孟孫氏
1. 慶父（共仲）
2. 公孫敖（孟穆伯）
3. 仲孫穀（孟文伯）
4. 仲孫難（孟恵叔）
5. 仲孫蔑（孟献子）
6. 仲孫速（孟荘子）
7. 仲孫羯（孟孝伯）
8. 仲孫玃（孟僖子）
9. 仲孫何忌（孟懿子）
10. 仲孫彘（孟武伯）
11. 仲孫捷（孟敬子）